# La Cité de la victoire
La Cité de la victoire est un roman de Salman Rushdie publié en février 2023. Il s'agit de son quinzième roman.

## Rédaction et publication
Avant la publication, il a été annoncé qu'en raison de l'attaque contre Rushdie en 2022, il ne ferait pas la promotion du roman en public, bien qu'il ait publié plusieurs tweets et en ait parlé au New Yorker et aux WNYC Studios (en). Le roman était terminé avant que Rushdie ne soit attaqué,,. Le 15e roman de l'écrivain a été commémoré par un lancement virtuel organisé par Margaret Atwood et Neil Gaiman.
La Cité de la victoire est présenté comme une traduction fictive d'une épopée écrite à l'origine en sanskrit. Le narrateur et protagoniste est Pampa Kampana, en partie inspiré par la princesse-poète historique du XIVe siècle Gangadevi (en), à qui on donne (ou on maudit) une durée de vie de 247 ans. Grâce à ses pouvoirs magiques, elle veut créer l'empire Bisnaga et sa capitale du même nom, inspirée en grande partie par l'empire historique de Vijayanagara du XIVe au XVIe siècle, et le dirige comme ce qu'une revue appelle "une sorte d'empire féministe utopique", en tant que ministre, régente et reine consort, pendant plus de deux cents ans. Couvrant plusieurs générations, son règne consiste notamment à avoir des relations avec des aventuriers portugais et à transformer les gens en animaux grâce à ses sorts. Finalement, Bisnaga est renversé par des intrigues politiques, des voisins concurrents et le sectarisme religieux.

## Résumé
À neuf ans, la mère de Pampa Kampana et toutes les femmes de son village s'auto-immolent après la mort de leur mari au combat. À la suite de la tragédie, une déesse, également appelée Pampa Kampana, entre dans le corps de Pampa, lui conférant des capacités surnaturelles telles que la prévoyance et la sorcellerie, ainsi qu'une durée de vie prolongée. Peu de temps après, elle se réfugie dans une grotte avec un saint homme et reçoit plus tard la visite des frères Hukka et Bukka Sangama, des vachers devenus soldats, en fuite après avoir échappé à l'esclavage.
Pampa donne aux frères un sac de graines et leur demande de les semer sur le site de son ancien village. Les frères le font et bientôt une "ville miracle" pleine de somptueux palais et temples ainsi que des gens surgissent de la terre. Hukka et Bukka se couronnent premiers rois de la ville et Pampa arrive pour murmurer des souvenirs au peuple né de ses graines. Pampa les épousa tour à tour, même si son véritable amour était un marchand de chevaux portugais qui donne son nom à la ville magique, Bisnaga.
Pampa donne naissance à trois filles, puis à des fils. Sous le règne de son deuxième mari, Bukka, elle demande que ses filles aient droit au trône, allant à l'encontre de la norme selon laquelle les héritiers mâles sont les seuls héritiers. En tant que fervent défenseur de l'égalité des sexes, Pampa considère ce changement comme nécessaire au maintien des valeurs du royaume. Cette demande suscite de nombreux conflits, mais Bukka finit par accepter et envoie plus tard leurs fils en exil pour leur insolence.
Quelques années plus tard, à la suite de la mort de Bukka, les fils reviennent à Bisnaga et prennent le contrôle du royaume avec l'aide de leurs oncles. Pampa et ses trois filles sont contraintes de fuir dans une forêt magique où elles s'abritent pendant plusieurs décennies. Les trois filles finissent par grandir dans des directions séparées et Pampa retourne à Bisnaga. Au fil du temps, elle est reléguée au rang de légende et est libre de se déplacer librement dans la ville. Finalement, grâce à l'aide d'amis, elle pénètre dans le cercle restreint du dernier monarque, Krishnadevaraya, de la ville et devient son conseiller.
Après une série de guerres et de morts malheureuses, le dernier roi devient fou et Pampa, prise dans une de ses rages, est aveuglée de force avec une barre de fer. Les habitants de la ville sont indignés de cette trahison et se retournent contre leur roi. Pampa se réfugie à nouveau chez un saint homme et, commençant enfin à sentir son âge, vit ses journées confinée dans sa chambre.
Le royaume se dégrade jusqu'à ses dernières étapes après la mort de Krishnadevaraya, et après la mort du dernier monarque au combat, Bisnaga est saccagé et détruit. Le roman se termine avec Pampa enterrant son histoire écrite dans un pot et attendant que la Déesse la libère pour qu'elle puisse mourir.

## Personnages principaux
- Pampa Kampana : personnage principal et matriarche de Bisnaga.
- Hukka Sangam : le premier roi de Bisnaga, frère aîné de Bukka.
- Bukka Sangama : le deuxième roi de Bisnaga, frère cadet de Hukka.
- Vidyasagar : un chef religieux avec qui Pampa s'abrite dans une grotte après la mort de sa mère. Pendant ce temps, il l'abuse sexuellement, ce qui l'amène à développer une grande haine à son égard. Leurs croyances contradictoires sur la religion, la sexualité et les rôles de genre les opposent comme des rivaux acharnés.
- Domingo Nunes : un marchand de chevaux portugais devenu conseiller. Le premier amour de Pampa et probablement le père de ses trois filles.
- Haleya Kote : proche conseillère et alliée de Pampa Kampana.
- Yuktasri : une des filles de Pampa Kampana.
- Yotshna : une des filles de Pampa Kampana.
- Zerelda : une des filles de Pampa Kampana.
- Krishnadevaraya : le 18e dieu-roi autoproclamé de Bisnaga.

## Réception
Selon l'agrégateur de critiques littéraires Book Marks (en), le roman a reçu principalement des critiques qualifiées par le site d'"élogieuse" ou "positive".
La Harvard Crimson Review a salué le livre comme une classe de maître en matière de préfiguration et de développement de personnages, ajoutant en outre que La cité de la victoire est une confrontation audacieuse de religion, d'histoire et de tradition entrelacée avec une critique contemporaine de notre monde.